# Trina Braxton
Pour les articles homonymes, voir Braxton.
Trina Braxton, née le 3 décembre 1973  à Severn, est une auteur-interprète, actrice, personnalité de la télévision et femme d'affaires américaine. Elle débuta dans le groupe The Braxtons, qu'elle forma avec ses quatre sœurs : Tamar, Traci, Towanda et Toni.
En 2004, elle commença sa carrière d'actrice en apparaissant dans la pièce de théâtre Meet The Brown.
En 2011, elle participe avec ses sœurs dont elle avait formé le groupe The Braxtons à leur propre télé-réalité nommée Braxton Family Values.
En 2012, elle publie son 1er single Party Or Go Home.
En parallèle, elle est copropriétaire du studio d'enregistrement The Bass Mint, situé à Atlanta, qui comprend un studio d'enregistrement et un studio pour réaliser des films, des projets télévisés ainsi que des vidéoclips et fonde sa société de production prénommée Soltri Entertainment. Elle développe actuellement ses activités dans divers domaines tels que la mode (vêtements et accessoires), la beauté, le fitness, le divertissement. En 2014, elle a lancé sa 1re ligne de rajouts et d'accessoires pour cheveux. Elle a aussi lancé sa propre franchise de bar, intitulée Bar-Chix.

## Biographie

### Enfance
Trina Evelyn Braxton née en Severn, dans le Maryland, est la fille de Michael et Evelyn Braxton. Les enfants Braxton sont finalement entrés dans la chorale de l'église dont leur père, Michael Braxton, était pasteur.

## Carrière

### 1990–1997: début de carrière et The Braxtons
Toni, Traci, Towanda, Tamar et Trina ont signé leur premier contrat d'enregistrement avec Arista Records en 1989 sous le nom de groupe The Braxtons. En 1990, le groupe sort son premier single, intitulé Good Life, qui est le seul et unique titre en tant que quintette. Good Life s’érige à la 79e place du Billboard Hot R & B / Hip-Hop Singles. Au moment de la sortie du single, les différences d'âge des membres ont créé un problème avec le marketing. Par la suite, The Braxtons se sépare de Arista Records.
En 1991, au cours d’un showcase avec Antonio "L. A." Reid et Kenneth "Babyface" Edmonds, qui étaient dans le processus de formation de LaFace Records, Toni Braxton, la cadette du groupe, a été choisie et signée comme première artiste féminine du label. À l'époque, les membres restants ont été informés que LaFace Records ne cherchait pas un autre groupe de fille, car il venait de signer TLC,.
Après le départ de Toni, du groupe en 1991, les membres restants sont devenus les choristes pour la première tournée américaine de Toni. Traci, Towanda, Tamar et Trina apparaissent également dans la vidéo du troisième single de leur sœur Toni Braxton, Sept Whole Days, extrait de son premier album éponyme album. En 1993, le vice-président de LaFace Records, Bryant Reid, a signé le groupe The Braxtons sur le label,. Toutefois, le groupe n'a jamais sorti un album ou un single pour ce label,. Lorsque Reid a ensuite travaillé pour Atlantic Records, il convainc les dirigeants de LaFace Records de reprendre le groupe et de le signer sur Atlantic Records,. Il a été rapporté dans le magazine Vibe que, en 1995, Traci Braxton avait quitté le groupe pour poursuivre une carrière en tant que conseiller auprès des jeunes. Cependant, il n'a pas été confirmé jusqu'à un aspect promotionnel 2011 sur le Mo'Nique Show, que Traci n'a pas été autorisé à signer avec Atlantic en raison de sa grossesse à l'époque.
En juin 1996, Tamar, Towanda et Trina reviennent avec un premier album intitulé So Many Ways, qui est également le même titre que son premier single. Sortit le 13 aout 1996, l'album a culminé à la 26e place du Billboard R&B/Hip-Hop Albums charts. Au moment de sa sortie, Reid dit au magazine Billboard : "J’ai eu une vision pour elles alors qui était sur une jeune sophistication avec sex-appeal". So Many Ways inclus production de Jermaine Dupri et Daryl Simmons, Christopher Stewart et Sean "SEP" Hall. L'album contient également une reprise du succès de Diana Ross The Boss et la chanson de Klymaxx I'd Still Say Yes. Le premier single de l’opus est So Many Ways. La vidéo musicale, qui a été réalisée par Cameron Casey, bénéficie de l’apparition de l’acteur Mekhi Phifer. Le groupe a aussi réalisé une version remixée de So Many Ways avec le rappeur Jay-Z, le 9 septembre 1996, lors de la cérémonie des Soul Train Lady of Soul Awards. Le single a été également utilisé comme le morceau d'ouverture pour la bande originale du film de comédie High School High. So Many Ways atteint la 83e place du Billboard Hot 100 en 1996, le 22e rang du Billboard R&B et la 32e position des classements anglais en janvier 1997.
Le second single de l’opus Only Love, sort le 25 janvier 1997 et atteint la 52e place du Billboard R&B / Hip-Hop Songs Chart. Un remix de leur single The Boss, produit par Masters At Work, atteint la 1re marche du Billboard Dance / Club Play Chart en début d’année 1997. Slow Flow, le dernier était single, culmine au 26e rang des classements britanniques en juillet 1997, devenant leur plus haut succès au Royaume-Uni. The Braxtons est également apparu en première partie  des concerts de la tournée européenne ‘’Secrets Tour’’, de leur sœur Toni en 1997. The Braxtons décide alors de se séparer, afin que Tamar, puisse poursuivre une carrière solo avec DreamWorks Records en 1998. Cependant, les membres ont continué à chanter et à agir dans divers autres projets.

### 1997–2014: carrière solo
Entretemps, elle intervient en tant que choriste sur les prestations scéniques de ses sœurs.
En 2004, elle commença sa carrière d'actrice en apparaissant dans la pièce de théâtre Meet The Brown.
En 2005, elle interprète le rôle de Kiana dans le film Jail Party, sortit directement en DVD et le rôle de Dawn dans le film The Walk.
En 2009, elle rejoint le groupe "Simply Irresistible", en tant que chanteuse principale. La même année, elle obtient un petit rôle dans le film  I Can Do Bad All By Myself, film de Tyler Perry, aux côtés de Mary J. Blige.
En 2010, elle apparaît avec sa mère Evelyn ainsi que de ses sœurs Traci, Tamar et Towanda, dans le vidéo clip Make My Heart, de son autre sœur Toni.
En 2011, elle participe avec ses sœurs dont elle avait formé le groupe The Braxtons à leur propre télé-réalité prénommée Braxton Family Values.
En parallèle, elle est copropriétaire du studio d'enregistrement The Bass Mint, situé à Atlanta, qui comprend un studio d'enregistrement et un studio pour réaliser des films, des projets télévisés ainsi que des vidéoclips et fonde sa société de production prénommée Soltri Entertainment.
Le 26 mars 2012, elle publie son premier single prénommé Party Or Go Home. Le vidéoclip qui accompagne la chanson est réalisé par Drek Blanks. Il y dévoile Trina en train de danser avec son petit ami dans un hangar, caché à l'arrière d'une station service. À noter que, dans le vidéoclip de la chanson, apparaissent Tamar et Traci. La même année, elle apparaît dans le 3e épisode de la 1re saison de la série télévisée The Soul Man. Trina Braxton Party Or Go Home vidéo officielle sur Youtube
Le 23 mai 2013, elle sort un second single intitulé Game Time et apparaît sur le titre The Chipmunk Song (Christmas Don't Be Late) sur l'abum de Noël Winter Loversland de sa sœur Tamar. Trina Braxton Game Time vidéo officielle sur Youtube
En 2014, elle obtient un rôle dans le téléfilm Where's The Love, aux côtés de David Banner et de Denise Boutte. Le 8 septembre 2014, elle apparaît avec Toni et Tamar, dans le 1er vidéoclip de la chanson Last Call, de leur autre sœur Traci.

### 2015-Présent: Retour avec le groupeThe Braxtons, talk showSister Cicleet autres projets
En octobre 2015, il est confirmé que le groupe The Braxtons en tant que cinq membres, incluant : Toni, Tamar, Traci, Towanda et Trina, sortira un album de noël intitulé Braxton Family Christmas, prévu pour le 30 octobre 2015. L'annonce a créé l'évènement, car c'est la 1re fois que le groupe rechantera en tant que quintet, après 25 ans d'absence et de projets solos,. Braxton Family Christmas débute à la 27e place du Billboard R&B/Hip-Hop Albums, au 10e rang du US R&B Chart et atteint la 12e position du US Top Holiday Albums le 21 novembre 2015,. Il atteint la 1re meilleure position au Heatseekers Albums le 12 décembre 2015.
Le 20 avril 2018, Trina, Towanda et Toni apparaissent en featuring sur le single de leur sœur Traci "Broken Things",,. Depuis le 10 septembre 2018, elle est l'une des présentatrices du talk show Sister Circle, aux côtés de Quad Webb-Lunceford, Syleena Johnson et Rashan Ali,,,. Le 20 octobre 2018, elle obtient un rôle dans la pièce de théâtre Head Over Heel, aux côtés de Angie Stone, Karyn White, Q Parker, William Jackson, Tony Tone & Big Que.
Le 30 novembre 2019, elle est à l’affiche du film de noel Hip Hop Holiday, aux côtés de Ta'Rhonda Jones, Andra Fuller, Wendy Raquel Robinson et Melba Moore,.
Elle développe actuellement ses activités dans divers domaines tels que la mode (vêtements et accessoires), la beauté, le fitness, le divertissement et prépare actuellement son premier album.

## Autres activités
En parallèle, elle est copropriétaire du studio d'enregistrement The Bass Mint, situé à Atlanta, qui comprend un studio d'enregistrement et un studio pour réaliser des films, des projets télévisés ainsi que des vidéoclips et fonde sa société de production prénommée Soltri Entertainment.
Elle développe actuellement ses activités dans divers domaines tels que la mode (vêtements et accessoires), la beauté, le fitness, le divertissement. En 2014, elle a lancé sa 1re ligne de rajouts et d'accessoires pour cheveux. Elle a aussi lancé sa propre franchise de bar, intitulée Bar-Chix.

## Vie personnelle
Trina Braxton s'est mariée à Gabe Solis en 2003. Elle a également deux enfants.

## Discographie

### Albums
- TBA

### Singles
- 2012 : Party Or Go Home
- 2013 : Game Time
- 2013 : All Over The World (J. Ahmad, VaShawn Mitchell, Anthony David, Terrell Carter, Trina Braxton, Casme, Lisa Denise & Artia Lockett)
- 2018 : Broken Things (Traci Braxton feat. Toni Braxton, Towanda Braxton & Trina Braxton)

## Filmographie
- 2005 : Jail Party : Kiana
- 2005 : The Walk : Dawn
- 2009 : I Can Do Bad All by Myself : Cameo
- 2014 : Where's The Love ? : Kendra
- 2015 : Side Piece : Elle-Même
- 2019 : Hip Hop Holiday : Karen Corvey

## Pièces de théâtre
- 2004 : Dreamgirls : Deena Jones
- 2004 : Meet The Brown : Tracy Stevens
- 2018 : Head Over Heels

## Télé-réalité
- 2011 - présent : Braxton Family Values

## Émission de télévision
- 2018 - présent : Sister Cicle